# PBX Funicular Intaglio Zone
Albums de John Frusciante
Letur-Lefr
(2012) Outsides
(2013)
PBX Funicular Intaglio Zone est le onzième album studio de John Frusciante, sorti le 12 septembre 2012 dans le Japon, et le 25 septembre 2012 au niveau international sur Record Collection. L'album a été publié en plusieurs formats, y compris CD, vinyl, formats numériques 32 bits et cassette.
Auto-produit par John Frusciante, l'album a été précédé par l'EP, Letur-Lefr 2012. Il mêle des influences de rock expérimental, electronica et des éléments de hip-hop.

## Liste des pistes
Toutes les chansons écrites et composées par John Frusciante.
1. Intro/Sabam – 2:40
2. Hear Say – 3:46
3. Bike – 4:23
4. Ratiug – 6:25
5. Guitar – 2:17
6. Mistakes – 3:49
7. Uprane – 3:50
8. Sam – 4:20
9. Sum – 4:17
10. Walls and Doors (Bonus Track) – 4:00
11. Ratiug (Acappella Version) – 5:15

## Personnel

### Musiciens
- John Frusciante – chant, guitare, chœurs, synthétiseur, boîte à rythmes
- Kinetic 9 – chant
- Laena Geronimo – violon
- Felipe Evangelista - batterie (Walls and Doors)

### Techniciens
- John Frusciante – production
- Anthony Zamora – manager

### Pochette
- John Frusciante – dessins et design
- Julian Chavez – dessins
- Mike Piscitelli – photographie